# 西野蒟蒻
西野 蒟蒻（にしの こんにゃく、1996年 - ）は、日本の作詞家。
新潟県出身。早稲田大学文化構想学部卒業。

## 作詞
- 雨宮天
  - 「Love-Evidence」（共作詞）[1]
  - 「mellow moment」（作詞）[1]

- 石垣優
  - 「秋風の吹く頃に」
  - 「つよがり」
- STPR Creators（すとぷり、KnightA-騎士A-、AMPTAKxCOLORS）
  - 「PEACE」

- 円神
  - 「We are ENJIN」（共作詞）
  - 「Perfect Circle」
  - 「YOU」

- 金子有希
  - 「春想歌」

- カレッジ・コスモス
  - 「わたし革命」

- 来島エル
  - 「クワバラ クワバラ」
  - 「タラのレバー」
- CUBERS
  - 「助手席」
- 堺正章 & Rockon Social Club
  - 「プンスカピン！」（共作詞）
- THE SUPER FRUIT
  - 「DanDanDaDance」

- JO1
  - 「JOin us!!」
- TrySail
  - 「君となら」

- KnightA-騎士A-
  - 「One Night Love」

- 成田商事
  - 「ボストンバッグ」（共作詞）

- Hi-Fi Un!corn
  - 「DoReMiFa-Soul」（JP ver.）
- 風男塾
  - 「DDD」（共作詞）

- BABY-CRAYON〜1361〜
  - 「青い旅人」

- 星野一成
  - 「いとしの悪魔ちゃん」

- ME:I
  - 「Affogato」
  - 「Fan Letter」
- みけねこ。
  - 「猫になって」
- 社築
  - 「overcome」
- やなわらばー
  - 「またね」（共作詞）

- UK（정영욱）
  - 「君と見る世界は綺麗だ」
  - 「CHECKMATE」
- Rockon Social Club
  - 「LIFE」（共作詞）
  - 「Love Again」（共作詞）

### ジャニーズ事務所関連
- KinKi Kids
  - 「切ないね」

- Hey! Say! JUMP
  - 「Mystery O」（共作詞）

- A.B.C-Z
  - 「DANGER-DANGER」

### ハロー!プロジェクト関連
- アンジュルム
  - 「アイノケダモノ」
  - 「ライフ イズ ビューティフル!」
  - 「うわさのナルシー」
  - 「アンドロイドは夢を見るか?」

- OCHA NORMA
  - 「イージーイージー」

- Juice=Juice
  - 「初恋の亡霊」

- つばきファクトリー
  - 「意識高い乙女のジレンマ」
  - 「間違いじゃない 泣いたりしない」
  - 「でも…いいよ」
  - 「ベイビースパイダー」
  - 「月夜のパ・ド・ドゥ」

- BEYOOOOONDS
  - 「WORKER讃歌」
  - 「ディスコ・カーニバル」

### M-line Music関連
- 稲場愛香
  - 「LOVE is BLIND」
  - 「チャプターII」

- 小片リサ
  - 「じらして愛して」
  - 「ちいさな世界」
  - 「ムーンナイト・シークレット」

- 佐藤優樹
  - 「愛のサバイバー」
  - 「嵐のナンバー」
  - 「花鳥風月 春夏秋冬」
  - 「Sorry!」

- 竹内朱莉
  - 「とりあえず ごはんいこ!」

- Bitter & Sweet
  - 「ないものねだり」

- PINK CRES.
  - 「エゴイスティック」

- 宮本佳林
  - 「規格外のロマンス」
  - 「なんてったって I Love You」
  - 「夜明けまでのララバイ」
  - 「バンビーナ・バンビーノ」
  - 「ソリスト・ダンス」
  - 「レインステーション」
  - 「HANAMICHI」
  - 「SUPER IDOL -Especial-」
  - 「キケンな魔法」
  - 「SUPER IDOL -Especial-(Single Ver.)」